# 新合乡 (桐庐县)
新合乡，中華人民共和国浙江省西北部桐庐县下辖的一个乡。

## 行政区划
现辖：
松山村、引坑村、新民村、新合村和新四村。

## 歷史
1937年前屬於水滨乡。1938年屬於四管乡。1950年當局設置新四、新民两個乡。1956年6月合并为新合乡。1958年10月改為新合公社。1959年3月并入窄溪公社，7月划归浦江县普丰公社新合管理区。1960年再次設置新合公社，當時属於义乌县。1962年7月再次隸屬於桐庐县。1984年3月恢復新合乡舊名。